# 웬디 조 스페버

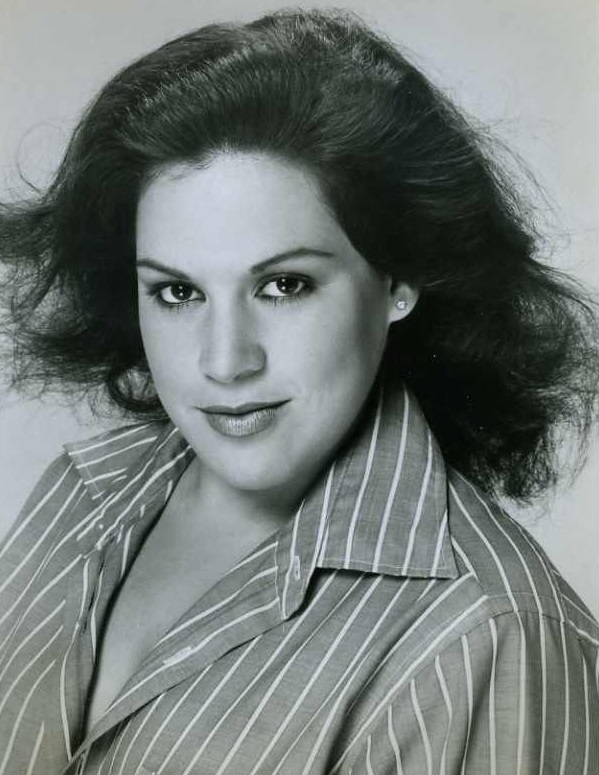

웬디 조 스퍼버(Wendie Jo Sperber, 1958년 9월 15일 ~ 2005년 11월 29일)는 미국의 배우이다.
할리우드에서 태어났으며 셔먼오크스에서 사망하였다. 사인은 유방암이다.

## 영화
- 어느 앵커맨의 고백 (1990년)
- 빽 투 더 퓨쳐 3 (1990년)
- 스튜어디스 스쿨 (1986년)
- 변칙 플레이 (1985, Moving Violations)
- 빽 투 더 퓨쳐 (1985년) - 린다 맥플라이 역
- 총각 파티 (1984년)
- 중고차 소동 (1980년)
- 1941 (1979년)
- 당신 손을 잡고 싶어 (1978년)
- 그리스 (1978년)